# Haplothysanus ligulatus
Haplothysanus ligulatus är en mångfotingart som beskrevs av Carl Graf Attems 1935. Haplothysanus ligulatus ingår i släktet Haplothysanus och familjen Odontopygidae. Inga underarter finns listade i Catalogue of Life.